# Limnocitrus littoralis
Ne doit pas être confondu avec Limonia acidissima.
Espèce
Synonymes
- Paramignya littoralis Miq.[2]
- Pleiospermium littorale (Miq.) Tanaka[2]

Statut de conservation UICN

 EN B1+2c : En danger
Limnocitrus littoralis est une espèce de plantes à fleurs de la famille des Rutaceae. C'est la seule espèce du genre Limnocitrus Swingle, qui ne se trouve plus à l'état sauvage qu'en Indonésie à Nam Duong (Rembang, Iles Riau) et sur la côte centrale du Vietnam. Elle est tolérante au sel. 
Cette espèce a été déclarée éteinte en 1969 par l'UICN, mais un spécimen a été identifié en 1979 sur la plage de Lasem, Rembang. 

## Taxonomie
Nombreux synonymes: Paramignya littoralis Miq a été décrite par Miquel en (1864), «Backer (1911 )] a rapporté la même plante au genre Limonia sous le nom de Limonia littoralis» écrit Guillaumin qui la renomme Atalantia littoralis Guillaum.. Tanaka (1930) donne les synonymes suivants à Pleiospermium littoralis (1916): Atalantia littoralis (Miq.) Guill., Limnocitrus littoralis, Limonia littoralis, Paramignya ? littoralis , Atalantia littoralis (Miq.) Engl.
Swingle crée le genre Limnocitrus en 1940 (apparentée aux Citrus primitifs comme Pleiospermium et aux Microcitrus -ovaire avec ses nombreux sillons longitudinaux séparant les crêtes basses-), et y place l'unique espèce L. littoralis. Il donne l'histoire de la plante : «Il y a quelque 75 ans (vers 1862), une curieuse plante a été découverte par J. E. Teysmann, un collectionneur botanique bien connu, poussant près du bord de mer à Rembang sur la côte nord de l'île de Java. En 1864, cette plante a été publiée comme une nouvelle espèce par F. A. W. Miquel et placée de manière douteuse dans le genre Paramignya». 
Pour mémoire le premier spécimen vietnamien a été découvert à Con Dao par le français Louis Rodolphe Germain vers 1865. Un scientifique indonésien ( Ir. Moesa Soeryowinoto, directeur de l'Institut de biologie de l'UGM) l'a nommé Pleiospernium littoralis (Mig) Tanaka. 

### Nom commun
Indonésien: Jeruk jepara (oranges japonaises) ce terme désigne aussi une petite mandarine, vietnamien: Cam đường (orange sucrée), Đa tử biển, Cầm đàng, anglais: Wild swamp orange (Orange sauvage des marais).

## Morphologie
Selon Arifin Surya Dwipa Irsyam: Parmi la tribu des Rutaceae des basses terres indonésiennes, Merope se trouve dans les forêts de mangroves, Atalantia sur plages de sable et Limnocitrus les rives des rivières ou des marécages. Pour la tolérance au sol salé, pas d'information à la différence de Merope angulata. L'iconographie montre une plante aux racines coureuses dans le sable d'une dune de l'Île de Hon Lao (Province de Quang Nam).  
Arbuste de 2 à 3 m buissonnant à croissance lente, couvert de nombreuses épines longues et acérées, très fructifère. Les tiges et rameaux dégagent un parfum épicé si on les frotte (décrit par Lê Tự Do comme une combinaison de mangue et de feuille de lime). Feuilles simple (comme celle du citronnier), épaisses. Belle fleur blanche parfumée, pétales épais,  
Fruit jaune oranger à maturité, rond, comme une petite mandarine mais à peau lisse, avec 4 à 6 graines lisses, grosses et rondes, pulpe peu abondante légèrement douce mais bien parfumée (le fruit vert acide et salé). Le zeste est fortement aromatiques. 

## Utilité

### Huile essentielle
Une quarantaine de composants ont été listés en 2021: principalement les hydrocarbures monoterpéniques (27,7 %), et sesquiterpéniques (32,3 %) et les sesquiterpènes oxygénés (4,6 %), le myrcène (25 %) est l'aromatique dominant, γ-muurolène (11 %) et acide oléique (10,3 %). Les mesures normalisées (H.E. de graine, feuille, et zeste du fruit) ont été publiées sous licence Creative Commons en 2022, les auteurs donnent les propriétés organoleptiques: Huile jaune pale pour le zeste du fruit ou jaune d'or pour la feuille. Parfum frais, plaisant épicé, gout amer pour la graine, fortement épicé, gout amer pour la feuille et le fruit. Les rendements sont faibles. Dans le fruit le limonène représente 54 % (contre 17,5 % dans la feuille) et β-Myrcène 10 % (contre 38,5 % dans la feuille). Parmi les composants remarquables de l'huile extraite de la feuille d-Elemene (3,5 %) et (E)-Caryophyllene (4,7 %) peuvent justifier des vertus thérapeutiques et le parfum poivré. 
Selon l'Université de Hanoï, la teneur en huile essentielle est importante et la tige contient une coumarine (la Scopoletine).

### Pharmacologie et médecine traditionnelle
Le potentiel anti-inflammatoire de l'huile essentielle de feuille est signalé. L'huile essentielle inhibe Candida tropicalis et Candida parapsilosis mais sans effet contre les virus negative-sense single-stranded RNA. 
En Indonésie, le cataplasme de feuilles fraîches assaini les plaies, les racines traitent la gale. Toutes les parties de la plante ont des vertus insecticides (la fumée des feuilles brulées éloigne les insectes). Au Viêt-Nam elle traite la toux, l'enrouement, le rhume, la fièvre.